# Atlético Saguntino
El Atlético Saguntino es un club de fútbol español fundado en 1922 en la ciudad de Sagunto, Valencia. Actualmente el primer equipo compite en la Tercera Federación de España y el segundo equipo en la Segona FFCV de la Comunidad Valenciana. 
Así también cuenta con más de 20 equipos en edades formativas dentro de la Academia de fútbol.

## Historia

### Antecedentes
El antiguo Atlético Saguntino surge de la fusión de los equipos Sagunto C. D. y Cova Club, en el año 1922. Sus primeros partidos los disputó en el Campo Bajo Estación, inaugurado a finales de 1924.
En 1925 se fusionó con el Centre Athletic Català, hecho que le permitió competir en Primera Regional. Aunque en 1928 comenzaron a disputarse las categorías nacionales, decidió jugar durante los siguientes años en los campeonatos regionales.
Después de la Guerra Civil, compitió en Segunda Regional y no fue hasta 1945 el del ascenso a Primera Regional. Esta categoría la abandonó el primer año que la disputó, pues compitió al año siguiente en Tercera División. En su tercera temporada en esta categoría se produce el descenso, hecho que provoca la retirada competitiva.

### 1951 - presente
En 1951 el actual At. Saguntino vuelve a competir impulsado por un grupo de aficionados. En su primera temporada en Segunda Regional logra el ascenso a Primera Regional, a pesar de quedar subcampeón de categoría. Tres años después lograrían el ascenso a Tercera División, para estar en esta categoría durante ocho años consecutivos, y pudiéndose destacar un tercer puesto en la temporada 1962/63.
Después de descender a Primera Regional, en la temporada 1970/71 ascendió a la joven Regional Preferente.
Compite en Preferente y Primera Regional durante los años 70 y 80, y a finales de estos, consigue el ascenso a Tercera División, permaneciendo en esta durante seis años, siendo la última temporada en la 1992/93. En la temporada 2015/16 queda campeón de Tercera División y logra el ascenso a la Segunda División B tras derrotar al Calahorra en la eliminatoria de campeones. En la 2016/17, primera temporada en Segunda B de su historia, se logra mantener holgadamente y cosecha la Copa RFEF tras imponerse al Fuenlabrada en la final, 0-0 en la localidad madrileña y 3-0 en la ciudad valenciana. En la siguiente temporada, después de un inicio ilusionante, en el que se llegó a soñar con jugar la promoción de ascenso a la Segunda División, desciende a Tercera tras una segunda vuelta desastrosa.
Después de pasar tres temporadas en tercera división, no pudo pasar el ascenso a Segunda RFEF y jugó la temporada 2021/22 en Tercera RFEF, consiguiendo al final ganar el campeonato de ascenso a Segunda RFEF donde jugará la temporada 2022/23.

## Uniforme
- Uniforme titular: Camiseta roja, pantalón azul, medias rojas.
- Uniforme alternativo: Camiseta azul, pantalón blanco, medias azules.

## Estadio
El Atlético Saguntino disputa desde 1977 sus partidos en el Camp Nou de Morvedre, con capacidad para 250 espectadores.

## Datos del club
- Temporadas en 1.ª: 0
- Temporadas en 2.ª: 0
- Temporadas en la antigua 2.ªB (tercer nivel liguero): 2
- Temporadas en 2.ª RFEF (cuarto nivel liguero): 1
- Temporadas en la antigua 3.ª (tercer {16}/cuarto nivel liguero): 31
- Temporadas en 3.ª RFEF (quinto nivel liguero): 1
- Mejor puesto en la liga: 11.º Segunda División B, temporada 2016-2017

## Entrenadores
- Enrique Martín Navarro (1959-1960)
- Daniel Ponz Folch (2010-2012)
- Ángel Sáiz Salvador (2013-2015)
- David Gutiérrez Sáiz (2015-)
- Daniel Ponz Folch (2018-2019)
- Beni Espinosa (2019-2021)
- Vicente Mir (2021-)
- Gerard Albadalejo (2022-2023)
- Sergio Escobar Cabus (2023-2024)
- Jonathan Risueño (2024-)

## Temporada a temporada
Antiguo At. Saguntino
- 1928-29 No disputa la liga
- 1929-30 Tercera División. Grupo VI
- 1930-31 Sólo disputa Campeonato Regional
- 1931-32 Tercera División. Grupo III/B
- 1932-33 No disputó campeonatos
- 1939-40 Segunda Regional. Grupo I
- 1940-41 Segunda Regional. Grupo II
- 1941-42 Segunda Regional. Grupo IV Segunda Regional Fase final
- 1942-43 Segunda Regional. Grupo I Segunda Regional Fase final
- 1943-44 Segunda Regional. Grupo I Segunda Regional Fase final
- 1944-45 Primera Regional
- 1945-46 Tercera División. Grupo IV
- 1946-47 Tercera División. Grupo IX
- 1947-48 Tercera División. Grupo IV
- 1948-49 Primera Regional
- 1949-50 No participó en competición. Desaparece.

Actual club
- 1951-52 Segunda Regional. Grupo II
- 1952-53 Segunda Regional. Norte
- 1953-54 Segunda Regional. Norte
- 1954-55 Primera Regional. Norte / fase 2
- 1955-56 Segunda Regional. Norte
- 1956-57 Primera Regional. Norte. Final Primera Regional
- 1957-58 Tercera División. Grupo IX
- 1958-59 Tercera División. Grupo IX
- 1959-60 Tercera División. Grupo IX
- 1960-61 Tercera División. Grupo IX
- 1961-62 Tercera División. Grupo IX
- 1962-63 Tercera División. Grupo IX
- 1963-64 Tercera División. Grupo IX
- 1964-65 Tercera División. Grupo IX
- 1965-66 Tercera División. Grupo IX
- 1966-67 Tercera División. Grupo IX
- 1967-68 Tercera División. Grupo IX
- 1968-69 Primera Regional
- 1969-70 Primera Regional
- 1970-71 Regional Preferente
- 1971-72 Primera Regional. Norte
- 1972-73 Primera Regional. Norte
- 1973-74 Primera Regional. Norte
- 1974-75 Primera Regional. Norte
- 1975-76 Regional Preferente
- 1976-77 Regional Preferente. Norte
- 1977-78 Regional Preferente. Norte
- 1978-79 Primera Regional. Norte
- 1979-80 Primera Regional. Norte
- 1980-81 Primera Regional. Norte
- 1981-82 Primera Regional. Norte
- 1982-83 Primera Regional. Norte
- 1983-84 Primera Regional. Norte
- 1984-85 Regional Preferente. Norte
- 1985-86 Regional Preferente. Norte
- 1986-87 Regional Preferente. Norte
- 1987-88 Tercera División. Grupo VI
- 1988-89 Tercera División. Grupo VI
- 1989-90 Tercera División. Grupo VI
- 1990-91 Tercera División. Grupo VI
- 1991-92 Tercera División. Grupo VI
- 1992-93 Tercera División. Grupo VI
- 1993-94 Regional Preferente. Norte
- 1994-95 Primera Regional. Grupo 1
- 1995-96 Primera Regional. Grupo 1
- 1996-97 Regional Preferente
- 1997-98 Regional Preferente
- 1998-99 Regional Preferente
- 1999-2000 Regional Preferente
- 2000-01 Regional Preferente
- 2001-02 Regional Preferente
- 2002-03 Regional Preferente
- 2003-04 Regional Preferente
- 2004-05 Regional Preferente
- 2005-06 Regional Preferente
- 2006-07 Regional Preferente
- 2007-08 Regional Preferente
- 2008-09 Regional Preferente
- 2009-10 Regional Preferente. Grupo I
- Tercera División de España 2010-11 (Grupo VI)
- Tercera División de España 2011-12 (Grupo VI)
- Tercera División de España 2012-13 (Grupo VI)
- Tercera División de España 2013-14 (Grupo VI)
- Tercera División de España 2014-15 (Grupo VI)
- Tercera División de España 2015-16 (Grupo VI)
- Segunda División B de España 2016-17 (Grupo III)
- Segunda División B de España 2017-18 (Grupo III)
- Tercera División de España 2018-19 (Grupo VI)
- Tercera División de España 2019-20 (Grupo VI)
- Tercera División de España 2020-21 (Grupo VI)
- Tercera División RFEF 2021-22 (Grupo VI)
- Segunda Federación 2022-23
- Segunda Federación 2023-24
- Tercera División RFEF 2024-25 (Grupo VI)

## Palmarés
- Tercera División de España - Grupo VI (1): 2015/16.
- Copa Real Federación Española de Fútbol (1): 2016/17.